# Лисенко Тетяна Володимирівна
Тетяна Володимирівна Лисенко (нар. 1962) — учена в галузі металургії. Доктор технічних наук, професор. Академік АН вищої школи України з 2012 року за науковим відділенням металургії.

## Біографія
Народилася 12. 05.1962 року у м. Погар (Брянська область. Росія). У 1985 р. на відмінно закінчила Одеський державний політехнічний інститут, спеціальність «машини та технологія ливарного виробництва», кваліфікація — «інженер-механік». Дисертацію на здобуття наукового ступеня кандидата технічних наук «Управління якістю виливків у піщано-смоляних формах» захистила у 1995 р. у Національному технічному університеті «Київський політехнічний інститут». Науковий ступінь кандидата технічних наук присуджено 16 жовтня 1995 р. Вчене звання доцента кафедри нафтогазового та хімічного машинобудування присвоєно 22 жовтня 1998 року. У 2007 році захистила докторську дисертацію зі спеціальності 05.16.04 — Ливарне виробництво у Фізико — технологічному інституті металів та сплавів НАН України. Тема дисертації «Оптимізація технологічних процесів одержання виливків із залізовуглецевих сплавів шляхом синхронізуючого управління тепломасообміном в ливарній формі». Вчене звання професора кафедри нафтогазового та хімічного машинобудування присвоєно 3 липня 2008 року. З 1985 по 1994 рр. працювала в Одеському науково-дослідному інституті спеціальних способів лиття на посаді інженера, молодшого наукового і наукового співробітника. З 1994 р. — в Одеському політехнічному університеті послідовно на посадах асистента, старшого викладача, доцента, професора кафедри. З 2008 р. — завідувач кафедри «Технології та управління ливарними процесами».
Область наукових інтересів — проблеми моделювання та управління процесами тепломасообміну в гетерогенних середовищах, теорія формування виливків і управління ливарними процесами.
Член редакційної колегії журналу «Процеси лиття». Член спец. ради Д 26.232.01 во ФТІМС НАН України. Експерт НАЗЯВО. Член оргкомітетів міжнародних конференцій: Міжнародна науково-практична конференція «Литво, Металургія» (м. Запоріжжя), Перспективні технології, матеріали й обладнання в ливарному виробництві (м. Краматорськ).

## Наукові результати
Автор понад 280 наукових і 46 науково-методичних праць, 6 монографій, 2 підручників. Т. В. Лисенко має 2 авторських свідоцтва і 2 патенти України.
Професор Т. В. Лисенко є розробником Стандартів вищої освіти за спеціальністю 136 — Металургія трьох рівнів (бакалаврів, магістрів, PhD). Член науково-методичної комісії (НМК 9) 2017—2019, (НМК-8) 2019—2021 сектору вищої освіти Науково-методичної ради МОНУ.
Кількість підготовлених кандидатів наук — 4

## Науковий доробок

### Основні наукові публікації
1. Shinsky, O., Shalevska, I., Kaliuzhnyi, P., Pohrebach, I., Kolomiitsev, S. Principles of construction and identification of a multilevel system for monitoring parameters of technological cycle of casting. Eastern-European Journal of Enterprise Technologies. 2018, № 1 (95), с. 25 — 32 DOI: 10.15587/1729- 4061.2018.141303
2. Lysenko, T., Shinsky, V., Kreitser, K., Dotsenko, V., Dašić, P. New binding materials based on recycling polystyrene foam for foundry. Grabchenko's International Conference on Advanced Manufacturing Processes Interpartner-2019. Lecture Notes in Mechanical Engineering. Springer, Cham. P. 424—432. DOI: 10.1007/978-3-030-40724-7_43
3. Ponomarenko, O., Yevtushenko, N., Lysenko, T., Solonenko, L., Shynsky, V. A new technology for producing the polystyrene foam molds including implants at foundry industry. Advances in Design, Simulation and Manufacturing. DSMIE-2019. Lecture Notes in Mechanical Engineering. Springer, Cham. P. 430—437. DOI: 10.1007/978-3-030-22365-6_43
4. Kurgan, V., Sydorenko, I., Prokopovich, I., Bovnegra, L., Lysenko, T. (2020) The Study of the Elastic Characteristics of the Coupling with Nonlinear Feedback When Starting the Motor . NT 2020, LNNS III, pp. 122—130, DOI:10.1007/978-3-030-46817-0_14
5. Ponomarenko, O., Berlizeva, T., Grimzin, I., Yevtushenko, N., Lysenko, T. Strength Properties Control of Mixtures Based on Soluble Glass with Ethereos Solidifiers. Advances in Design, Simulation and Manufacturing. DSMIE-2020. Lecture Notes in Mechanical Engineering. Springer, Cham. P. 511—521 DOI: 10.1007/978-3-030-50794-7_50
6. Лысенко Т. В., Тур М. П., Крейцер К. А., Козишкурт Е. Н. Усовершенствование оборудования и технологии литья под давлением для получения тонкостенных отливок /Металл и литье Украины — 2018. — № 9-10 (304—305). — С. 52 — 56.
7. Лысенко Т. В.,Ясюков В. В., Тур М. П., Бежанова А. Н. Инновационные технологии выплавки стали для фасонных отливок /Металл и литьеУкраины — 2020. — № 1 (320). — С. 30 — 36. Innovative steelmaking technologies for shaped castings https://doi.org/10.15407/steelcast2020.01.055 (doi: 10.15407/steelcast2020.01.055)
8. Лысенко Т.B., Ясюков В. В., Воронова О. И., Козишкурт Е. Н., Крейцер К. А. Использование нанотехнологий при изготовлении отливок. Литье и металлургия. 2019;(4):94-99. https://doi.org/10.21122/1683-6065-2019-4-94-99
9. T.V. Lysenko, V.V. Yasyukov, K.A. Kreitser, E.N. Kozishkurt Obtaining casting sin low-pressu recasting using multiplemetal wires / Процессы литья.2020. № 2 (140). С. 64-70.
10. T.V. Lysenko, А. А. Bondar, K.A. Kreitser, E.N. Kozishkurt The use of zonal cooling to control the solidification rate of AK7ch alloy / Metal and casting of Ukraine. 2020. № 2 (321). Pp. 30-34.
11. Лысенко, Т. В. Кинетика затвердевания сплава при большой интенсивности тепломассобмена низкотемпературных форм / Т. В. Лысенко, В. В. Ясюков, Л. И. Солоненко // Металл и литье Украины. — 2018. — № 1-2. — С. 34-39.
12. Лысенко, Т. В. Кинетика затвердевания сплава при большой интенсивности тепломассобмена низкотемпературных форм / Т. В. Лысенко, В. В. Ясюков, Л. И. Солоненко // Металл и литье Украины. — 2018. — № 1-2. — С. 34-39.
13. Процессы кристаллизации и затвердевания отливок в разовых литейных формах / В. В. Ясюков, Т. В. Лысенко, Е. Н. Козишкурт, Л. И. Солоненко // Металл и литье Украины. — 2018. — № 11-12. — С. 1-8.
14. Процессы кристаллизации и затвердевания отливок в разовых литейных формах / В. В. Ясюков, Т. В. Лысенко, Е. Н. Козишкурт, Л. И. Солоненко // Металл и литье Украины. — 2018. — № 11-12. — С. 1-8.
15. Методы воздействия на процесс формирования отливки / В. В. Ясюков, Т. В. Лысенко, Л. И. Солоненко, Е. А. Пархоменко // Металл и литье Украины. — 2018. — № 3-4. — С. 42-46.
16. Методы воздействия на процесс формирования отливки / В. В. Ясюков, Т. В. Лысенко, Л. И. Солоненко, Е. А. Пархоменко // Металл и литье Украины. — 2018. — № 3-4. — С. 42-46.
17. Principles of construction and identification of a multilevel system for monitoring parameters of technological cycle of casting / O. Shinsky, I. Shalevska, P. Kaliuzhnyi, V. Shinsky, T. Lysenko, T. Shevchuk, I. Pohrebach, S. Kolomiitsev // Eastern-European Journal of Enterprise Technologies, — 2018. — Vol. 5, N 1 (95). — Р. 25–32.
18. Springer Nature — Lecture Notes in Networks and Systems76, с. 199—211, 2020
19. Lecture Notes in Networks and Systems2020, 128 LNNS, с. 122—130
20. 2nd Grabchenko'sInternationalConferenceonAdvancedManufacturingProcesses Interpartner-2020. LectureNotesinMechanicalEngineering. Springer, Cham. P. 322—329.
21. Advances in Design, Simulation and Manufacturing. DSMIE-2020. Lecture Notes in Mechanical Engineering. Springer, Cham. P. 511—521.
22. Использование нанотехнологий при изготовлении отливок / Т. В. Лысенко, В. В. Ясюков, О. И. Воронова [и др.] // Литье и металлургия. — 2019. — № 4. — С. 94-99.
23. Using The SPH Method for Modeling the Crystallization Process of Aluminum Alloys / T. Lysenko, Y. Morozov, K. Kreitser, E. Kozishkurt // World science. — 2020. — Vol.1, № 3(55). — P 26-33.
24. Composite castings with diffusion bonds between elements / V. Yasyukov, T. Lysenko, I. Prokopovych [and others.] // Odes'kyi Рolytechnichnyi Universyte. Pratsi. — Odesa, 2020. — Iss. 2 (61). — P. 19-30.
25. Инновационные технологии выплавки стали для фасонных отливок / Т. В. Лысенко, В. В. Ясюков, М. П. Тур, А. Н. Бежанова // Металл и литье Украины. — 2020. -Т. 28, № 1 (320). — С. 30-36.
26. Использование нанотехнологий при изготовлении отливок / Т. В. Лысенко, В. В. Ясюков, О. И. Воронова, Е. Н. Козишкурт, К. А. Крейцер // Литье и металлургия. — 2019. — № 4. — С. 94-99.
27. /DSMIE 2021/ — p.565-574. DOI: 10.1007/978-3-030-77719-7_56
28. Lysenko, T., Kreitser, K., Derevianchenko, O., Kozishkurt, E., Vasylyev, D. Comparison of Technologies for the Magnesium Alloys Protection Using the Quality Assessment and Quantitative Metallography. 2nd Grabchenko's International Conference on Advanced Manufacturing Processes Interpartner-2020. Lecture Notes in Mechanical Engineering. Springer, Cham. P. 322—329. SCOPUS (DOI: https://doi.org/10.1007/978-3-030-68014-5_32)

### Монографії
1. Низкотемпературные литейные формы: моногр. / О. И. Шинский, Т. В. Лысенко, И. В. Прокопович и др. — Одеса: Феникс, 2017. — 248 с. http://dspace.opu.ua/jspui/handle/123456789/2010
2. Т.Лысенко, В. Ясюков, И.Прокопович. Концепция управления формообразованием оливок. Монография Одесса, Экология 2019, 272 с.

### Основні прочитані курси
- Теоретичні основи ливарного виробництва
- Захист від корозії
- Контроль якості виливків
- Структурні та фізичні методи дослідження
- Управління якістю виливків, Інноваційні проблеми галузі
- Теорія та практика наукових досліджень.

### Підручники
- Т. В. Лисенко «Теоретичні основи формування виливків» / Т. В. Лисенко, О. І. Пономаренко, В. П. Доценко — Харків НТУ «ХПІ», 2014. — 192 с.